# Роберт Макдауел
Роберт Харболд Макдауел (енгл. Robert Harbold McDowell; Сирија, 23. мај 1894 — Округ Пинелас, 2. јун 1980) је био амерички историчар, доктор историјских наука и обавештајни пуковник Канцеларије за стратешке услуге током Другог светског рата.
Између августа и новембра 1944. године, предводио је америчку савезничку мисију у штабу генерала Драгољуба Михаиловића, начелника Штаба Врховне команде Југословенске војске у Отаџбини. Заједно са њим, учествовао је у операцији Халијард.

## Образовање и научна каријера
Роберт Харболд Макдауел је рођен 23. маја 1894. године у Сирији, која се тада налазила у саставу Османске империје. Његови родитељи су били Американци јерменског порекла.
Студије је започео на Вустер колеџу у Охају 1915. године, а наставио на Државном универзитету Охајо. На Универзитету Мичиген је магистрирао 1931. године, а потом и докторирао 1933. године.
Између 1928. и 1931. године, радио је као теренски истраживач у експедицији на обали Тигра, која се бавила наслеђем Селеукида. Експедицију су организовали Музеји уметности Толедо и Музеј уметности Кливленд. Као истраживач сарадник Института за археолошка истраживања Универзитета Мичиген, запослио се 1931. године.
Од 1. маја 1935. године је водио изучавање локалних нумизматичких збирки у Персији. Исте године је добио признање Џон Симон Гугенхајм меморијалне фондације (John Simon Guggenheim Memorial Foundation).
На Универзитету Мичиген је био асистент професор историје Балкана.

## Други светски рат

### Долазак у штаб генерала Михаиловића
Крајем августа 1944. године, Макдауел је са још шесторицом припадника групе „Ренџер“, дошао из Каира на територију Југославије, са задатком да се придружи генералу Драгољубу Дражи Михаиловићу и узме учешће у операцији Халијард, чији је циљ био спасавање америчких ваздухопловаца оборених изнад југословенске територије 1943. и 1944. године. Потпуковник Џорџ Мусулин, који се већ налазио у Михаиловићевом штабу, обавестио га је 22. августа да Макдауел долази по директом упутству америчког председника Френклина Рузвелта.
Макдауел је присуствовао борбама припадника ЈВуО против бугарских и немачких снага. Уз Михаиловића се нашао 12. септембра, када је преко радија Лондон емитован позив краља Петра II Карађорђевића да се снаге ЈВуО ставе под команду Јосипа Броза Тита. Тада је Макдауел изнео мишљење Михаиловићу, потпуковнику Драгославу Рачићу и капетану Нешку Недићу да они треба да наставе свој ратни пут и да је ово велика краљева грешка.

### Преговори са Немцима
У два наврата, Макдауел се састао са Рудолфом Штеркером, делегатом Хермана Нојбахера, специјалног Хитлеровог саветника за Балкан. Оба састанка су одржана у штабу генерала Михаиловића, али он њима није присуствовао. Макдаеул је чак тврдио да се Михаиловић противио било каквом састанку са немачким заповедницима. Штеркер је наводно понудио предају немачких снага западним савезницима ради даље заједничке борбе против бољшевизма, на шта је Макдауел одговорио:
Немачка ће капитулирати пред сва три савезника и ваше интриге између Совјетског Савеза и западних демократија неће помоћи.

### Напуштање Михаиловићевог штаба
Макдаеул је наставио да се повлачи са штабом генерала Михаиловића кроз источну и северну Босну. У Осјечанима код Добоја, Макдаеул је одржао говор пред окупљеним народом. На многим местима је извршена и смотра припадника Југословенске војске у Отаџбини. Након Черчилове интервенције, Макдауелу је наређено да напусти Михаиловићев штаб. Међутим, због неповољног стања на фронту, Макдауел није могао да узлети и напусти Југославију. Зато је Јосип Броз затражио од Фицроја Маклејна, шефа британске војне мисије при Врховном штабу Народноослободилачке војске Југославије, да се заузме код својих претпостављених за Макдауелом одлазак, јер његово присуство код Михаиловића може нарушити односе партизана са британским и америчким савезницима.
Из штаба ОСС-а у Барију, сугерисано му је 9. октобра да се придружи најближој партизанској јединици. Он је одговорио два дана касније, да би такав потез тренутно био ризичан и неизводљив.
Макдауел је са аеродрома код Бољанића на Озрену 1. новембра 1944. године напустио штаб генерала Михаиловића, који је након тога практично изгубио везу са америчким и уопште западним савезницима. У његовом штабу су до 11. децембра остали још капетан Ник Лалић и један његов сарадник. Они су му понудили да са њима оде у Италију, али је Михаиловић то одбио.
Генерал Михаиловић је писао југословенском посланику Фотићу у Вашингтону и поменуо да је Макдаеул "велики наш пријатељ".

## Послератна делатност
После хапшења генерала Михаиловића од нових комунистичких власти у Југославији 1946. године, Макдауел је учествовао у раду Комитета за праведно суђење генералу Михаиловићу. Пред овим комитетом је дао изјаву:
Мени лично није познат ниједан случај нагодби између Михаиловићевих команданата и Немаца, али по обавештењима из друге руке и мојој личној оцени југословенског духа, могу да замислим да је таквих нагодби било у оним крајевима који су привремено измицали ауторитету генерала Михаиловића. (…) …очигледно је да је већина сељака и интелектуалаца у Србији не само поштовала већ и волела генерала Михаиловића.
Макдауел је до краја живота заступао тезу је Југословенска војска у Отаџбини имала неупоредиво већи значај у саботажама немачких снага и да су оне управо ЈВуО виделе као главног непријатеља. Уз то, тврдио је да је: „главна брига партизанског руководства није била уништавање Немаца, већ националиста и национализма у Југославији и на Балкану."
На основу рукописа за књигу "The Key Role in Southeastern Europe During World War Two of the Serbs and their Commander General Draza Mihailovich Despite their Abandonment by Churchill and Roosevel" који је оставио, 2012. године се у Србији појавила књига "Стрељање историје".

## Галерија
- Пуковник Макдауел, капетан Мусулин, капетан Лалић, генерал Михаиловић и поручник Рајачић
- Капетан Ник Лалић, генерал Михаиловић и пуковник Макдауел на прослави краљевог рођендана у Прањанима, 6. септембра 1944. године